# Chase (serial telewizyjny)
Chase (2010-2011) – amerykański serial dramatyczny stworzony przez Jennifer Johnson oraz zrealizowany przez Warner Bros. Television, Jerry Bruckheimer Television i Bonanza Productions Inc.
Premiera serialu odbyła się w Stanach Zjednoczonych 20 września 2010 na amerykańskim kanale NBC. Ostatni osiemnasty odcinek serialu wyemitowano 21 maja 2011.

## Opis fabuły
Serial opisuje perypetie Annie Nolan Frost (Kelli Giddish) oraz przedstawicieli służb federalnych – Jimmy'ego Godfreya (Cole Hauser), Marco Martineza (Amaury Nolasco), Daisy Ogbaa (Rose Rollins) i Luke'a Watsona (Jesse Metcalfe), którzy są odpowiedzialni za poszukiwanie najniebezpieczniejszych uciekinierów Ameryki.

## Obsada
- Kelli Giddish jako Annie Nolan Frost
- Cole Hauser jako Jimmy Godfrey
- Amaury Nolasco jako Marco Martinez
- Rose Rollins jako Daisy Ogbaa
- Jesse Metcalfe jako Luke Watson

## Odcinki
| №  | Nr | Tytuł                | Reżyseria      | Scenariusz                           | Premiera (NBC)       |
| -- | -- | -------------------- | -------------- | ------------------------------------ | -------------------- |
| 1  | 1  | Pilot                | David Nutter   | Jennifer Johnson                     | 20 września 2010     |
| 2  | 2  | Repo                 | Karen Gaviola  | Greg Plageman                        | 27 września 2010     |
| 3  | 3  | The Comeback Kid     | Dermott Downs  | Jerome Schwartz                      | 4 października 2010  |
| 4  | 4  | Paranoia             | Karen Gaviola  | Erica L. Anderson                    | 11 października 2010 |
| 5  | 5  | Above the Law        | Paul McCrane   | Tracy McMillan                       | 18 października 2010 |
| 6  | 6  | Havoc                | Jeffrey Hunt   | Ryan Farley                          | 25 października 2010 |
| 7  | 7  | The Posse            | Holly Dale     | Erik Oleson                          | 8 listopada 2010     |
| 8  | 8  | The Longest Night    | Dermott Downs  | Scott M. Gimple                      | 15 listopada 2010    |
| 9  | 9  | Crazy Love           | Dean White     | Dario Scardapane i Tracy McMillan    | 22 listopada 2010    |
| 10 | 10 | Under the Radar      | Deran Sarafian | Jennifer Johnson                     | 29 listopada 2010    |
| 11 | 11 | Betrayed             | Eagle Egilsson | Erik Mountain i Jerome Schwartz      | 6 grudnia 2010       |
| 12 | 12 | Narco (Part 1)       | Dermott Downs  | Jennifer Johnson i Shaina Steinberg  | 19 stycznia 2011     |
| 13 | 13 | Narco (Part 2)       | Holly Dale     | Erik Oleson i Jerome Schwartz        | 26 stycznia 2011     |
| 14 | 14 | Father Figure        | Eagle Egilsson | Greg Plageman i Erik Oleson          | 23 kwietnia 2011     |
| 15 | 15 | Seven Years          | Dermott Downs  | Jennifer Johnson i Shaina Steinberg  | 30 kwietnia 2011     |
| 16 | 16 | Roundup              | Eagle Egilsson | Erik Oleson i Erik Mountain          | 7 maja 2011          |
| 17 | 17 | The Man At The Altar | Holly Dale     | Jeffrey Lieber i Jerome Schwartz     | 14 maja 2011         |
| 18 | 18 | Annie                | Dermott Downs  | Andrew Dettmann i Stephanie Sengufta | 21 maja 2011         |